# Schwedische Eishockeymeisterschaft 1947
Die Saison 1947 war die 25. Austragung der schwedischen Eishockeymeisterschaft. Meister wurde zum insgesamt fünften Mal in der Vereinsgeschichte AIK Solna.

## Meisterschaft

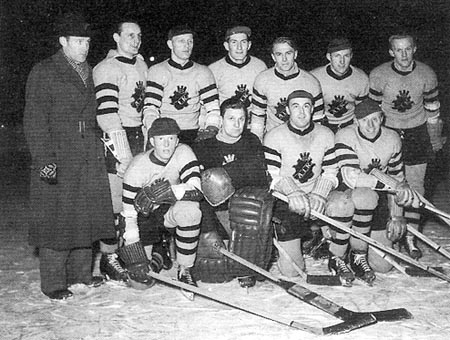
Die Meistermannschaft der AIK (stehend, von li. nach re.): Arne Granat, Hans Lenkert, Ruben Carlsson, Lars Ljungman, Åke Ström, Stig Jönsson, Klas Lindström; (sitzend) Tage Lindberg, Kurt Svanberg, Olle Andersson, Oscar Wester.

### Qualifikationsrunde
- Åkers IF – IK Sleipner 3:8
- IFK Nyland – Hofors IK 5:6
- Wifsta/Östrands IF – IK Warpen 6:1
- BK Forward – UoIF Matteuspojkarna 4:13
- Västerås IK – Nacka SK 6:3

### Achtelfinale
- Mora IK – IK Sirius 9:1
- AIK Solna – Västerås IK 10:2
- Hofors IK – Wifsta/Östrands IF 2:3
- Södertälje SK – IFK Mariefred 10:2
- Ljungby IF – Karlbergs BK 1:7
- Hammarby IF – UoIF Matteuspojkarna 4:3
- IK Sleipner – IK Göta 0:5
- Forshaga IF – Västerås SK 7:8

### Viertelfinale
- Mora IK – AIK Solna 2:6
- Wifsta/Östrands IF – Södertälje SK 1:6
- Karlbergs BK – Hammarby IF 4:6
- IK Göta – Västerås SK 9:4

### Halbfinale
- AIK Solna – Södertälje SK 3:2
- Hammarby IF – IK Göta 2:2/1:2

### Finale
- AIK Solna – IK Göta 3:2